# Bruno Vieira
Bruno Vieira do Nascimento (Campo Grande, 30 de agosto de 1985) é um ex-futebolista brasileiro que atuava como lateral-direito.

## Carreira

### Figueirense
Contratado pelo Figueirense em 2010, viveu grande fase nas duas temporadas em que atuou na equipe de de Florianópolis. Bruno foi eleito um dos melhores laterais do Campeonato Brasileiro de 2011, sendo peça importante e chamando a atenção pelas grandes atuações.

### Fluminense
Bruno chegou ao Fluminense na temporada 2012 para substituir Mariano, que havia se transferido para o futebol francês. O lateral se disse muito feliz em vestir a camisa de um grande clube como o Fluminense pela primeira vez na vida, aos 26 anos de idade. Bruno foi eleito o terceiro melhor lateral-direito do Campeonato Brasileiro de 2011. O lateral afirmou que também sonhava em vestir a camisa da Seleção Brasileira e esperava chegar lá com a ajuda dos seus companheiros no Fluminense.
Marcou seu primeiro gol pelo Fluminense no dia 10 de outubro de 2012, contra o Bahia, abrindo o placar em Salvador. O jogo terminou 2 a 0 para o Fluminense, com o outro gol sendo marcado por Rafael Sóbis. Seu gol foi após um chapéu no zagueiro do Bahia e um drible da vaca e um chute por baixo das pernas do goleiro do Marcelo Lomba.
Fez sua estreia em 2013 contra o Botafogo, no dia 27 de janeiro, em um empate por 1 a 1 no Engenhão. Ainda deu uma assistência para Wellington Nem marcar aos 40 minutos do primeiro tempo. Já no dia 21 de fevereiro, contra o Grêmio, Bruno marcou um gol contra na derrota por 3 a 0 no Engenhão. Depois teve uma boa atuação contra o Huachipato, do Chile, no empate por 1 a 1 no Engenhão.
No dia 15 de fevereiro de 2014, completou 100 jogos pelo Flu.

### São Paulo
No dia 16 de dezembro de 2014, Bruno acertou sua transferência para o São Paulo. O vínculo com o Tricolor Paulista foi de dois anos.
Na estreia do Campeonato Paulista de 2017, contra o Audax, completou 100 jogos com a camisa do São Paulo.

### Bahia
No dia 9 de julho de 2018, acertou por empréstimo com o Bahia.

### Internacional
Já no dia 10 de janeiro de 2019, livre no mercado, Bruno acertou com o Internacional até o fim de 2019.

## Estatísticas
Atualizadas até 3 de novembro de 2019
| Clube             | Temporada         | Campeonato nacional | Campeonato nacional | Copa nacional[a] | Copa nacional[a] | Competições continentais[b] | Competições continentais[b] | Outros jogos[c] | Outros jogos[c] | Total | Total |
| Clube             | Temporada         | Jogos               | Gols                | Jogos            | Gols             | Jogos                       | Gols                        | Jogos           | Gols            | Jogos | Gols  |
| ----------------- | ----------------- | ------------------- | ------------------- | ---------------- | ---------------- | --------------------------- | --------------------------- | --------------- | --------------- | ----- | ----- |
| Juventude         | 2009              | 25                  | 0                   | –                | –                | –                           | –                           | –               | –               | 25    | 0     |
| Juventude         | 2010              | –                   | –                   | 1                | 0                | –                           | –                           | 11              | 0               | 12    | 0     |
| Juventude         | Total             | 25                  | 0                   | 1                | 0                | –                           | –                           | 11              | 0               | 37    | 0     |
| Figueirense       | 2009              | –                   | –                   | –                | –                | –                           | –                           | 14              | 1               | 14    | 1     |
| Figueirense       | Total             | –                   | –                   | –                | –                | –                           | –                           | 14              | 1               | 14    | 1     |
| Figueirense       | 2010              | 16                  | 0                   | –                | –                | –                           | –                           | –               | –               | 16    | 0     |
| Figueirense       | 2011              | 32                  | 0                   | –                | –                | –                           | –                           | 20              | 0               | 41    | 0     |
| Figueirense       | Total             | 48                  | 0                   | –                | –                | –                           | –                           | 20              | 0               | 68    | 0     |
| Fluminense        | 2012              | 27                  | 1                   | –                | –                | 10                          | 0                           | 15              | 0               | 52    | 1     |
| Fluminense        | 2013              | 20                  | 2                   | –                | –                | 10                          | 0                           | 11              | 0               | 41    | 2     |
| Fluminense        | 2014              | 29                  | 0                   | 5                | 0                | 2                           | 0                           | 15              | 1               | 51    | 1     |
| Fluminense        | Total             | 76                  | 3                   | 5                | 0                | 22                          | 0                           | 41              | 1               | 144   | 4     |
| São Paulo         | 2015              | 30                  | 0                   | 6                | 0                | 6                           | 0                           | 10              | 0               | 52    | 0     |
| São Paulo         | 2016              | 16                  | 0                   | 2                | 0                | 14                          | 0                           | 13              | 0               | 45    | 0     |
| São Paulo         | 2017              | 9                   | 0                   | 3                | 0                | 1                           | 0                           | 10              | 0               | 23    | 0     |
| São Paulo         | 2018              | 0                   | 0                   | 0                | 0                | 0                           | 0                           | 3               | 0               | 3     | 0     |
| São Paulo         | Total             | 54                  | 0                   | 11               | 0                | 21                          | 0                           | 35              | 0               | 123   | 0     |
| Bahia             | 2018              | 16                  | 0                   | 2                | 0                | 0                           | 0                           | –               | –               | 18    | 0     |
| Bahia             | Total             | 16                  | 0                   | 2                | 0                | 0                           | 0                           | 0               | 0               | 18    | 0     |
| Internacional     | 2019              | 8                   | 0                   | 7                | 0                | 5                           | 0                           | 7               | 0               | 27    | 0     |
| Internacional     | Total             | 8                   | 0                   | 7                | 0                | 5                           | 0                           | 7               | 0               | 27    | 0     |
| Total na carreira | Total na carreira | 230                 | 3                   | 25               | 0                | 48                          | 0                           | 128             | 2               | 431   | 5     |

- a. ^ Jogos da Copa do Brasil
- b. ^ Jogos de torneios internacionais
- c. ^ Jogos do Campeonato Estadual e amistosos

## Títulos
Fluminense
- Campeonato Brasileiro: 2012
- Taça Guanabara: 2012
- Campeonato Carioca: 2012

São Paulo
- Florida Cup: 2017